# Den Danske Dommerforening
Den Danske Dommerforening er en dansk forening, hvis medlemmer er dommere ved Danmarks Domstole.
Foreningens formål er at fastholde domstolenes uafhængighed, værne om retssikkerheden, varetage dommernes interesser og fremme det kollegiale sammenhold. 
Foreningen arbejder bl.a. for at styrke domstolenes stilling i samfundet og repræsenterer dommerne i forhold til det politiske system bl.a. ved at komme med høringssvar om lovforslag og betænkninger. 
Landsdommer Mikael Sjöberg afløste i 2010 dommer Jørgen Lougart som formand for Den Danske Dommerforening.